# Less Than Jake
A Less Than Jake egy amerikai ska-punk együttes, ami 1992-ben alakult Gainesville-ben, Floridában.

## Történet
A Less Than Jake előtt az énekes-gitáros Chris Demakes és a dobos Vinnie Fiorello a középiskolás éveik alatt Port Charlotte-ban, Floridában egy helyi zenekart vezetett Good Grief néven, a basszusgitáros Shaun Grieffel. A Good Grief feloszlott, amikor Chris Gainesvillbe ment tanulni a Florida Egyetemre. 1992. július 13-án született meg a Less Than Jake. Shaun New Yorkba ment, Vinnie pedig csatlakozott Chris-hez a Florida Egyetemre. Amikor Vinnie megérkezett, ők ketten eldöntötték, hogy kell egy basszusgitáros. De első volt, hogy keressenek egy nevet. Vinnie családjának a kutyája után nevezték el a zenekart.

## Tagok

### Aktuális tagok
Chris Demakes – gitár, ének

Roger Manganelli – basszus, ének

Vinnie Fiorello – dobok, dalszöveg

Buddy "Goldfinger" Schaub – harsona, basszus

Peter "JR" Wasilewski – szaxofon

### Korábbi tagok
Shaun Grief – basszus

Jessica Mills – altszaxofon

Derron Nuhfer – tenor- és baritonszaxofon

Pete Anna – harsona

Chris Campisi – basszus

## Diszkográfia

### Stúdió albumok
Pezcore (1995)

Losers, Kings, and Things We Don't Understand (1995)

Losing Streak (1996)

Greased (1996)

Hello Rockview (1998. október 6.)

Borders & Boundaries (2000. október 24.)

Anthem (2003. május 20.)

B Is for B-sides (2004. július 20.)

In with the Out Crowd (2006. május 23.)

GNV FLA (2008)